# 独子藤属
独子藤属（学名：Monocelastrus）是卫矛科下的一个属。该属共有2种，分布于喜马拉雅南部及中国的云南、贵州、广西、广东和福建。